# JUNED
JUNED（ジュンド）は、日本のロックバンドである。2009年7月4日に解散した。

## 経歴
2004年にボーカルの原田晃とギターの毛利将文が知人の紹介により出会い、『Rumble Fish』を結成。その後、ベースの小西達也が加入し、2005年には自主制作盤「言葉」をリリースした。2006年8月にバンド名を『Rumble Fish』から『juned(ジュンド)』に改名した。2007年8月8日にJUNEDとして初のシングルである「ひこうき雲」をインディーズレーベルのPull Upよりリリース。2008年11月7日にフロンティアワークスより初のメジャーシングル「相生-アイオイ-」をリリース。テレビアニメ『純情ロマンチカ2』のエンディングテーマに起用される。
2009年7月4日に東京都渋谷のLIVE HOUSE TAKE OFF 7で行われたライブを最後に解散した。

## メンバー
原田晃
ボーカル&ギター担当。福岡県出身。9月20日生まれ。
小西達也
ベース担当。北海道札幌市出身。1月9日生まれ。
毛利将文
ギター担当。山口県徳山市出身。9月12日生まれ。

## ディスコグラフィ

### ミニアルバム
| 1st | 家路 | 2007年2月7日 | 01. Message 02. アカツキ 03. 家路 04. 凶器 05. 無限Loop | Pull Upより発売 （インディーズレーベル） |

### シングル
| 1st | ひこうき雲     | 2007年8月8日 Pull Upより発売 （インディーズレーベル） | 01. ひこうき雲 02. 散歩道 03. タカラモノ                                                              |                             |                                                   |
| 2nd | 相生-アイオイ- | 2008年11月7日 フロンティアワークスより発売            | 01. 相生-アイオイ- 02. ポートレート 03. 相生-アイオイ- (Instrumental) 04. ポートレート (Instrumental) | 作詞：原田晃 作曲：毛利将文 | テレビアニメ『純情ロマンチカ2』エンディングテーマ |